# Pfyffer (Berg)
Der Pfyffer oder Pfiffer [ˈpfiːfːər], scherzhaft auch Bluttfüdlehoger genannt (wörtl. ‹Nacktpopohügel›), ist ein Berggipfel auf einem nördlichen Ausläufer der östlichen Berner Alpen und liegt auf der Grenze zwischen den Gemeinden Eggiwil im oberen Emmental und Escholzmatt-Marbach am Anfang des Entlebuchs.
Der gängige Name der Erhebung, deren Südseite von einer Schneise gestreift wird, dürfte als ‚Ort, wo der Wind pfeift’ zu deuten sein. Die Bezeichnung Bluttfüdlehoger setzt sich zusammen aus den drei im Schweizerdeutschen verbreiteten Wörtern blutt ‚bloss, nackt‘, füdle ‚Hintern‘ und hoger ‚Hügel‘ und könnte sich auf die kahle Hinterseite der Anhöhe beziehen.

## Quelle
1. 1 2  Erika Waser, Luzerner Namenbuch 1,2: Entlebuch. Die Orts- und Flurnamen des Amtes Entlebuch (M–Z), Comenius, Hitzkirch 1996, ISBN 3-905286-56-4, p. 754, Pfiffer.